# Stefan Ejsmont
Stefan Ejsmont (ur. 13 maja 1913, zm. 3 sierpnia 2006) – major Wojska Polskiego, dowódca „Kedywu” AK na terenie obwodu sokólskiego, uczestnik akcji „Burza”, syn Antoniego i Marii z Wołków.

## Życiorys
Urodził się w Kuścińcach nieopodal Sokółki. Wskutek wybuchu I wojny światowej rodzina wyjechała do Mińska, gdzie przebywała do zakończenia wojny (ojciec został wcielony do Armii Rosyjskiej). Mając 16 lat przerwał naukę w gimnazjum by po śmierci ojca zająć się gospodarką. W 1934 roku powołany do wojska. Służył w 2 dywizjonie artylerii przeciwlotniczej w Grodnie, gdzie ukończył szkołę podoficerską. Do domu wrócił w 1935 roku w stopniu kaprala. W 1939 zmobilizowany do macierzystej jednostki. Brał udział w działaniach obronnych w Krakowie, Tarnopolu i Lwowie. Wzięty do niewoli wraz z całym zgrupowaniem został wywieziony do sowieckiego obozu jenieckiego w mieście Gorki. Po zwolnieniu w listopadzie 1939 roku wrócił do domu. W czerwcu 1940 roku uciekł do Warszawy znajdującej się pod okupacją niemiecką. Tego samego roku przystąpił do ZWZ i przyjął pseudonim „Wir”. Po wybuchu wojny niemiecko-sowieckiej i zajęciu przez Niemców Grodna powrócił do domu. W 1943 roku przystąpił do organizującej się miejscowej organizacji AK. Wraz z nim zaprzysiężeni zostali też jego bracia Bolesław i Czesław, a także siostra Honorata. Jeszcze w tym samym roku znalazł się oddziale miejscowego „Kedywu” dowodzonego przez Antoniego Białobłockiego ps. „Wilk”, którego został następcą. Oddział m.in. odbił żołnierzy AK z aresztu żandarmerii w Nowym Dworze, przeprowadził też liczne akcje przeciw kolaborantom, a także atakował stanowiska bojowe Niemców. Regularnie też niszczył linie telegraficzno-telefoniczne pomiędzy nowym Dworem a Grodnem. W trakcie tych działań został ranny. Stoczono wówczas w rejonie Grodna wiele potyczek z wycofującymi się jednostkami niemieckimi, pozyskując wiele sprzętu wojskowego. Ciężko ranny w trakcie tych walk był hospitalizowany w szpitalu konspiracyjnym. Po wkroczeniu wojsk sowieckich zamieszkał w Kuźnicy, gdzie rozpoczął pracę w Urzędzie Gminnym. W lutym 1945 roku aresztowany przez UB i przekazany do dyspozycji NKWD. Odbity z więzienia przez oddział AK przeszedł ponownie do konspiracji, gdzie wstąpił do oddziału walczącego z terrorem UB i KBW. W kwietniu 1947 roku ujawnił się i wziął ślub z Jadwigą Nowik, łączniczką i sanitariuszką AK. W grudniu 1947 roku aresztowany i więziony do 1952 roku. Po zwolnieniu z więzienia zamieszkał w Giżycku. Po 1989 roku awansowany do stopnia majora. Zmarł 3 sierpnia 2006 roku.

## Odznaczenia
- Krzyż Srebrny Orderu Virtuti Militari
- Krzyż Kawalerski Orderu Odrodzenia Polski
- Krzyż Walecznych
- Krzyż Partyzancki
- Srebrny Krzyż Zasługi z Mieczami
- Medal Wojska
- Krzyż Kampanii Wrześniowej 1939 r.
- medal „Za udział w wojnie obronnej 1939”;
- Medal za Warszawę 1939–1945
- Krzyż Więźnia Politycznego
- Order Męczeństwa i Zwycięstwa 1939-1989

## Rodzina
Pierwotnie nazwisko jego przodków brzmiało Jesminowicz. W połowie XIX wieku jego dziadek przybrał nazwisko Ejsmont. Na przełomie XVIII i XIX wieku najstarszy znany przodek Stefana - Ignacy Jesminowicz - zamieszkiwał we wsi Wołyńce w parafii Kuźnica. Jego żoną była Jadwiga Nowik, z którą miał troje dzieci: Teresę, Halinę i Marka. Jego bracia: Bolesław, ps. Młot (1921–1998) i Czesław ps. Cygan (1925–1999) służyli w tym samym oddziale "Kedywu". Żoną Czesława była Krystyna Ejsmont z Jurowskich, posłanka na sejm i wieloletnia pielęgniarka.